# Schwedische Meisterschaften im Skispringen 2017

Logo des Schwedischen Skiverbands

Die schwedischen Meisterschaften im Skispringen 2017 fanden am 21. Januar 2017 in Falun statt. Die Wettbewerbe wurden auf der Normalschanze der Lugnet-Schanzen (HS100) ausgetragen.

## Ergebnisse

### Einzel Herren
| Platz | Sportler                | Weite 1 | Weite 2 | Punkte |
| ----- | ----------------------- | ------- | ------- | ------ |
| 1     | Christian Inngjerdingen | 87,0    | 88,0    | 217,5  |
| 2     | Fredrik Balkåsen        | 84.5    | 87.5    | 211,0  |
| 3     | Marcus Flemström        | 86,5    | 83,5    | 201,0  |
| 4     | Olof Lundgren           | 82,0    | 81,0    | 184,5  |
| 5     | Simon Eklund            | 76,5    | 80,0    | 171,5  |
| 6     | Sebastian Dewall        | 74,0    | 74,5    | 154,0  |
| 7     | Albin Lindbom           | 60,0    | 62,0    | 093,5  |
| 8     | Jonathan Swedberg       | 56,0    | 55,0    | 069,5  |

### Einzel Damen
| Platz | Sportler        | Weite 1 | Weite 2 | Punkte |
| ----- | --------------- | ------- | ------- | ------ |
| 1     | Frida Westman   | 81,5    | 85,0    | 193,0  |
| 2     | Julia Lundberg  | 74,5    | 70,0    | 142,0  |
| 3     | Astrid Norstedt | 69,0    | 73,0    | 136,5  |
| 4     | Jonna Mohlén    | 63,0    | 65,0    | 106,0  |

### Team Herren
| Platz | Team                                               | Punkte |
| ----- | -------------------------------------------------- | ------ |
| 1     | Holmens IF I Christian Inngjerdingen Olof Lundgren | 421,5  |
| 2     | Holmens IF II Fredrik Balkåsen Simon Eklund        | 401,5  |
| 3     | Sollefteå GIFMarcus Flemström Sebastian Dewall     | 360,5  |